# Чахаршанбе-Сури

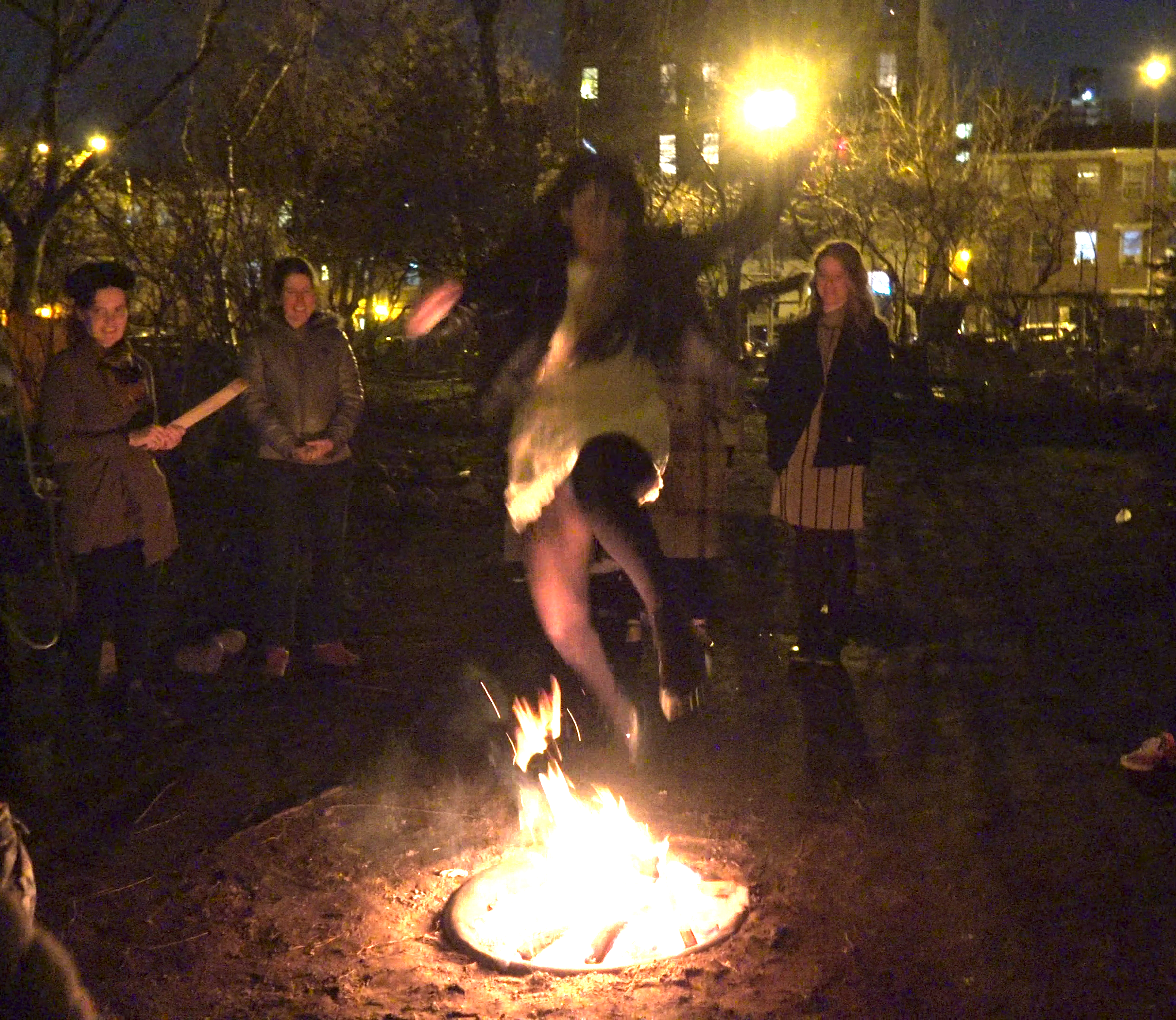
Иранские иммигранты в Нью-Йорке отмечают Чахаршанбе-Сури

Чахаршанбе-Сури (перс. چهارشنبه‌سوری‎, Câršanbe-Suri), произносится как Чоршамбе-Сури (перс. چارشنبه‌سوری‎), Чаршанбе-Ахир (тадж.  последняя среда) — древний иранский праздник огня в канун Навруза, который знаменует собой приход весны и возрождение природы. Традиционно отмечается ночью последней среды в году, со времени исламской революции отмечается вечером в среду. Слово Чахар Шанбе значит «среда» и Сури — «красный». Костры горят от заката солнца до раннего утра. Празднование обычно начинается вечером, когда люди разводят костры на улицах и прыгают через них.
По традиции люди собираются на улицах и переулках, чтобы прыгать через костры и петь: Сорхи-е то аз ман, зарди-е ман аз то («Твой огненно-красный цвет мой, и моя болезненно-жёлтая бледность твоя»). Это обряд очищения, и Сури само по себе означает покраснение, которое намекает на цвет огня. Это означает, что вы отдаёте огню вашу бледность, болезни и проблемы, и в свою очередь берёте у него покраснение, тепло и энергию. Праздник не имеет религиозных ограничений — его отмечают как персы, таджики, талыши, курды, персидские евреи, мусульмане, азербайджанцы, так и зороастрийцы.
По традиции в этот день готовят аджиль — смесь орехов и ягод. Люди переодеваются и ходят от двери к двери, стучась в двери. Обычно их одаривают аджилом, но могут и облить водой.
Персы отмечали в последние 10 дней года обязательный ежегодный праздник всех душ, Хамаспатхмаедая (Фарвардиган или Фородиган). Они верили, что Фаравахар, ангелы-хранители людей, а также духи умерших возвращаются для воссоединения. Этих духов развлекали в качестве почетных гостей в их бывших домах, и был предписан прощальный ритуал на заре в день Нового года. Десять дней фестиваля совпало с празднованием фестивалей создания огня и людей. В период Сасанидов фестиваль был разделен на две части, известных как «малый» и «большой» Пяндж. Постепенно сложилось, что Малый Пяндж принадлежал душам детей и тех, кто умер без греха, тогда как Большой Пяндж — для всех душ.
«Ghashoq Zani» (обычно женщины покрывают себя и стучат в двери ложкой или ключом, владелец домов дает им сладости, фрукты или деньги) также из традиций и обычаев, которые еще не были полностью забыты в Чахаршанбе Сури.

## Галерея

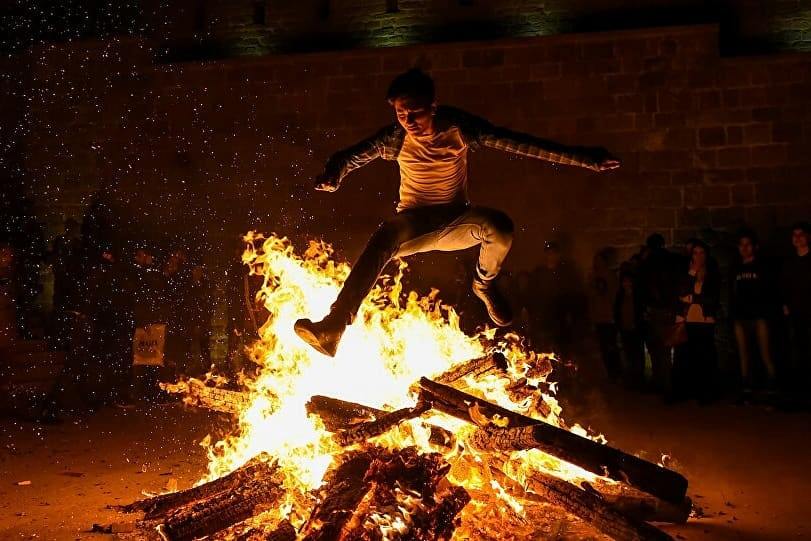
Прыжки через костер
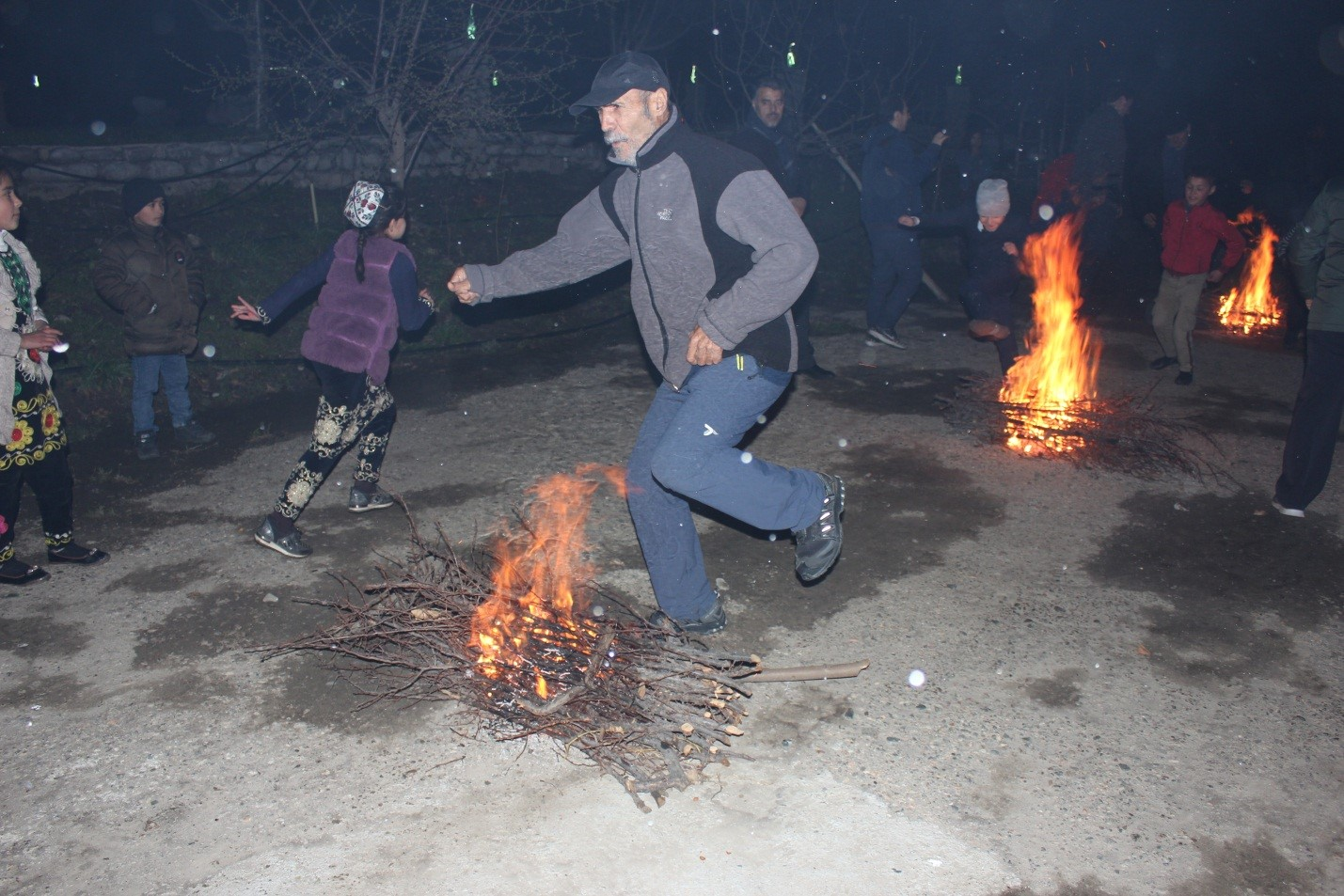
Празднование Чоршанбе сури в Таджикистане, март 2019